# Johann Heinrich Hermann von Ligerz
Johann Heinrich Hermann von Ligerz (französisch Jean Henri Armand de Gléresse; * 12. September 1739 in Porrentruy; † 18. Dezember 1817 in Freiburg; heimatberechtigt in La Neuveville) war Basler Domherr und Grossarchidiakon. Mit seinen Brüdern starben 1818 und 1819 die letzten männlichen Nachkommen der Familie Ligerz.

## Leben und Wirken
Hermann von Ligerz wurde 1739 geboren. Sein Vater war der Landhofmeister Konrad von Ligerz. Er besuchte 1751 bis 1754 das Jesuitenkolleg Porrentruy. Im Jahr 1757 wurde er zum Doktor der Philosophie an der bischöflichen Universität Strassburg promoviert. Ligerz wurde 1763 Basler Domherr in Arlesheim, 1782 war er Domcellar, 1789 Propst von Enschingen im Oberelsass und 1790 Grossarchidiakon.
Als Deputierter des Domkapitels übernahm er ab 1790 wichtige Missionen zur Rettung des Hochstifts. Er reiste 1790 nach Wien und war 1797/1798 an den Rastatter Kongress delegiert. Mit dem Fürstbischof Sigismund von Roggenbach flüchtete er 1792 nach Biel und dann nach Konstanz. Seine weiteren Aufenthaltsorte waren 1794 La Neuveville, danach wieder Konstanz, 1797 Freiburg und 1799 Fribourg. Im selben Jahr wurde Ligerz als Geisel im Schloss Chillon inhaftiert.
Ab 1801 lebte Ligerz in Freiburg. Mit seiner Cousine Balbina von Staal und deren Ehemann Franz Carl von Andlau errichtete er den englischen Landschaftsgarten von Arlesheim.

## Belege
1. 1 2 3  Marco Jorio: Johann Heinrich Hermann von Ligerz. In: Historisches Lexikon der Schweiz.  27. März 2009.

| Personendaten    | Personendaten                       |
| ---------------- | ----------------------------------- |
| NAME             | Ligerz, Johann Heinrich Hermann von |
| ALTERNATIVNAMEN  | Gléresse, Jean Henri Armand de      |
| KURZBESCHREIBUNG | Basler Domherr und Grossarchidiakon |
| GEBURTSDATUM     | 12. September 1739                  |
| GEBURTSORT       | Pruntrut                            |
| STERBEDATUM      | 8. Dezember 1817                    |
| STERBEORT        | Freiburg im Breisgau                |